# Pagterold
Pagterold er en lille herregård som er oprettet i 1672 af Frederik von Arenstorff til Svanholm og var en avlsgård under Oreberg Gods. Gården ligger i Krogstrup Sogn i Frederikssund Kommune.
Pagterold er på 125,5 hektar.

## Ejere af Pagterold
- (1672-1689) Friedrich von Arenstorff
- (1689-1698) Augusta Elisabeth von Rumohr gift von Arenstorff
- (1698-1735) Christian von Arenstorff
- (1735-1745) Adolf Andreas von der Lühe
- (1745-1746) Christian 6.
- (1746-1748) Frederik 5.
- (1748-1763) Jonas Jørgensen
- (1763-1798) Niels Jørgensen de Svanenskiold
- (1798-1801) Johanne de Neergaard gift de Svanenskiold
- (1801-1805) Peder Jørgensen de Svanenskiold
- (1805-1821) Preben Bille-Brahe
- (1821-1827) Den Danske Stat
- (1827-1854) O.G. Müller
- (1854-1880) Johan Friedrich Hellmers
- (1880-1901) Carl Johan Hellmers
- (1901-1911) Christoffer Nielsen
- (1911-1930) C. Kühnel
- (1930-1946) P.C. Olsen
- (1946-1961) G. Olsen
- (1961-1990) Gunnar Jensen
- (1990-1995) Jørn E. Jensen
- (1995-2003) Jørn E. Jensen / Jeppe L. Jensen / Thomas J. Jensen
- (2003-) Pagterold ApS v/a Jørn E. Jensen / Thomas J. Jensen / Bent Jeppesen